# Matt Servitto

Matt Servitto, 2014

Matt Servitto (* 7. April 1965 in Teaneck, New Jersey) ist ein US-amerikanischer Schauspieler.

## Leben
Servitto tritt seit 1988 als Schauspieler in Erscheinung. Er ist vor allem durch seine Rolle als FBI-Agent Dwight Harris in der Fernsehserie Die Sopranos bekannt, die er seit 1999 bis zuletzt 2007 verkörperte. Außerdem war er in allen drei Staffeln der mit dem Peabody Award ausgezeichneten Fernsehserie Brotherhood (2006 bis 2008) zu sehen und hatte Gastauftritte in Sex and the City. Sein schauspielerisches Schaffen für Film und Fernsehen seit 1988 umfasst mer als 100 Produktionen. Im Computerspiel Mafia lieh er der Figur Sam seine Stimme. Er ist Absolvent der Juilliard School in New York City.

## Filmografie (Auswahl)
- 1999–2004, 2006–2007: Die Sopranos (Fernsehserie, 27 Folgen)
- 2001–2003: Law & Order: Special Victims Unit (Fernsehserie, 3 Folgen)
- 2001, 2005: Criminal Intent – Verbrechen im Visier (Law & Order: Criminal Intent, Fernsehserie, 2 Folgen)
- 2002: Sex and the City (Fernsehserie, Folge 5x02)
- 2002: New York Cops – NYPD Blue (NYPD Blue, Fernsehserie, Folge 10x02)
- 2005: Hitch – Der Date Doktor (Hitch)
- 2006–2008: Brotherhood (Fernsehserie, 15 Folgen)
- 2007: Rezept zum Verlieben (No Reservations)
- 2007: Verwünscht (Enchanted)
- 2009: Good Wife (The Good Wife, Fernsehserie, Folge 1x08)
- 2010: Verrückt nach dir (Going the Distance)
- 2011: Royal Pains (Fernsehserie, Folge 2x13)
- 2011: Blue Bloods – Crime Scene New York (Blue Bloods, Fernsehserie, Folge 1x13)
- 2011: Person of Interest (Fernsehserie, Folge 1x06)
- 2011–2012: Harry’s Law (Fernsehserie, 7 Folgen)
- 2012: Grey’s Anatomy (Fernsehserie, Folge 8x14)
- 2012: Body of Proof (Fernsehserie, Folge 2x17)
- 2013–2016: Banshee – Small Town. Big Secrets. (Banshee, Fernsehserie)
- 2013–2019: Your Pretty Face Is Going to Hell (Fernsehserie)
- 2017: The Blacklist (Fernsehserie, 2 Folgen)
- 2018: Homeland (Fernsehserie)
- 2018: Vox Lux
- 2023: Barry (Fernsehserie, Folge 4x2)
- 2025: The Alto Knights

## Auszeichnungen
- 2008: Screen Actors Guild Awards in der Kategorie Bestes Schauspielensemble – Drama für Die Sopranos